# 苗凤刚
苗凤刚，中华人民共和国政治人物。
担任国营芦台农场修理技工。1954年，当选第一届全国人民代表大会代表。